# Niè Hǎishèng
Niè Hǎishèng, in cinese semplificato 聂海胜, in cinese tradizionale 聶海勝 (Zaoyang, 13 ottobre 1964), è un astronauta cinese.
Hǎishèng è nato nella provincia Hubei, è sposato con Niè Jiélín ed ha una figlia. Dopo essersi diplomato è stato reclutato dalle forze aeree dell'Esercito Popolare di Liberazione diventando pilota e raggiungendo il grado di colonnello.
Il 12 giugno 1989 mentre volava a circa 4 km di altezza il suo aereo ha avuto un'esplosione ed ha perso il motore costringendo Hǎishèng ad abbandonare il velivolo.
Nel 1998 è stato selezionato per diventare taikonauta, fu tra i finalisti per diventare il primo cinese nello spazio ma arrivò terzo. Ciononostante è partito da Jiuquan con la missione Shenzhou 6 nell'ottobre del 2005 trascorrendo in orbita 4 giorni, 19 ore e 33 minuti ed atterrando nella Mongolia Interna.
Dopo essere stato selezionato per l'equipaggio di riserva della Shenzhou 9 è tornato nello spazio l'11 giugno 2013 a bordo della Shenzhou 10 restando in orbita per 15 giorni e lavorando anche all'interno della stazione spaziale Tiangong 1. È atterrato il successivo 26 giugno nella Mongolia Interna.
A lui è dedicato l'asteroide 9517 Niehaisheng.